# Gotlands Energi
Gotland Energi är ett företag som distribuerar elektricitet och fjärrvärme på Gotland. Det ägs av Vattenfall och regionen.

## Elnätet
Elnätet omfattar 7000 km och det har 43000 abonnenter. Elnätet använder sig av spänningar upp till 145 kilovolt.

## Fjärrvärme
I Visby började man bygga ett fjärrvärmenät 1978. Sedan har det byggts nät i Slite, Hemse och Klintehamn.